# Малочернявська сільська рада
Малочернявська сільська рада — колишня адміністративно-територіальна одиниця та орган місцевого самоврядування у Вчорайшенському (Бровківському) і Ружинському районах Бердичівської округи, Київської й Житомирської областей Української РСР та України з адміністративним центром у с. Мала Чернявка.

## Населені пункти
Сільській раді були підпорядковані населені пункти:
- с. Мала Чернявка
- с-ще Першотравневе

## Населення
Відповідно до перепису населення СРСР, станом на 17 грудня 1926 року, чисельність населення ради становила 2 051 особу, з них, за статтю: чоловіків — 1 031, жінок — 1 020; етнічний склад: українців — 2 028, росіян — 19, поляків — 4. Кількість господарств — 485, з них, несільського типу — 18.
Відповідно до результатів перепису населення СРСР, кількість населення ради, станом на 12 січня 1989 року, становила 735 осіб.
Станом на 5 грудня 2001 року, відповідно до перепису населення України, кількість мешканців сільської ради становила 730 осіб.

## Склад ради
Рада складалася з 14 депутатів та голови.

### Керівний склад сільської ради
| ПІБ                              | Основні відомості                                                                       | Дата обрання | Дата звільнення |
| -------------------------------- | --------------------------------------------------------------------------------------- | ------------ | --------------- |
| Опалінський Олександр Зифридович | Сільський голова, 1966 року народження, освіта, член народної партії                    | 26.03.2006   | 31.10.2010      |
| Опалінський Олександр Зифридович | Сільський голова, 1966 року народження, освіта середня спеціальна, член Партії регіонів | 31.10.2010   |                 |

Примітка: таблиця складена за даними джерела

## Історія
Створена 1923 року в с. Мала Чернявка Малочернявської волості Бердичівського повіту Київської губернії. Станом на 17 грудня 1926 року в підпорядкуванні ради значилися виселок Подлевського та зав. госп. Радзивілівське (згодом — Вербівка).
Станом на 1 вересня 1946 року сільська рада входила до складу Вчорайшенського району Житомирської області, на обліку в раді перебували с. Мала Чернявка та х. Вербівка, вис. Корчма Подлевського не перебував на обліку населених пунктів.
11 січня 1960 року, відповідно до рішення Житомирського облвиконкому № 2 «Про зміни в адміністративно-територіальному поділі сільських рад в районах області», раду об'єднано з Чорнорудською сільською радою Ружинського району. Відновлена 10 березня 1966 року, відповідно до рішення Житомирського облвиконкому № 126 «Про утворення сільських рад та зміну в адміністративному підпорядкуванні деяких населених пунктів області», в складі с. Мала Чернявка і селища Першотравневе Чорнорудської сільської ради Ружинського району.
На 1 січня 1972 року сільська рада входила до складу Ружинського району Житомирської області, на обліку в раді перебували с. Мала Чернявка та с-ще Першотравневе.
31 липня 2018 року територія та населені пункти ради увійшли до складу новоствореної Вчорайшенської сільської територіальної громади Ружинського району Житомирської області.
Входила до складу Вчорайшенського (Бровківського, 7.03.1923 р, 13.02.1935 р.) та Ружинського (3.02.1931 р., 28.11.1957 р., 10.03.1966 р.) районів.